# Luis Miguel Gail Martín
Luis Miguel Gail Martín (Valladolid, 23 de febrer de 1961) és un exfutbolista i entrenador castellanolleonès; com a futbolista ocupava la posició de defensa.

## Trajectòria
Sorgeix del planter del Reial Valladolid. Des del seu debut a primera divisió a la campanya 80/81, esdevé en un dels jugadors claus dels pucelans durant la primera meitat de la dècada dels 80. Va sumar 165 partits i 18 gols en aquest període, i va contribuir a fer que el Valladolid guanyara la Copa de la Lliga 83/84.
L'estiu de 1986 fitxa pel Reial Betis on roman dues campanyes de titular. A la 88/89 disputa 24 partits, i a partir de la següent, amb els andalusos a Segona Divisió, apareix en escassos partits, fins a la seua sortida del Betis el 1991.
En total, jugaria 266 partits i marcaria 29 gols a la màxima categoria.
Després de penjar les botes, ha seguit vinculat al món del futbol com a entrenador. Va estar dins el cos tècnic del Reial Valladolid sota la direcció de Vicente Cantatore, i posteriorment, ha estat al capdavant d'equips com el CE Sabadell, Xerez CD, Zamora CF o CD Laguna.